# Quest (novela)
Quest es una novela de ciencia ficción escrita por el alemán Andreas Eschbach, publicada por primera vez en junio de 2001. Ambientada en el mismo universo de Los tejedores de cabellos —la primera novela publicada por Eschbach, en 1995—, narra cómo, ante la inminente caída del reino de Gheera ante las fuerzas invasoras del Emperador Estelar, el comandante Eftalan Quest comienza la búsqueda del legendario «planeta de origen», aquel lugar donde habría comenzado toda la vida conocida del universo, y donde incluso sería posible encontrar a Dios.
El título Quest se refiere tanto al protagonista Eftalan Quest como a la palabra inglesa en sí, que se entiende, en palabras del autor, como «un mítico viaje en dirección a un objetivo».
La publicación original incluyó seis ilustraciones a color creadas especialmente para la novela por el alemán Thomas Thiemeyer, quien también ilustró la cubierta.
En septiembre del año 2002 se publicó la primera edición traducida al francés, con el título Kwest.

## Contexto
La historia de Quest toma lugar miles de años atrás en el mismo universo establecido por la primera —y más premiada— novela publicada por Eschbach, en 1995: Los tejedores de cabellos. Sin embargo, en palabras del autor, «los lazos entre las dos novelas son bastante finos» y Quest «puede ser leída de manera independiente».

## Premios
Tanto Eschbach como Thiemeyer obtuvieron en el año 2002 el premio alemán Kurd Lasswitz —en las categorías de mejor novela de ciencia ficción y mejor trabajo de ilustración para una obra de ciencia ficción, respectivamente— por esta novela.